# Boccolino Guzzoni
Boccolino o Boccalino Guzzoni detto il Malagrampa (Osimo, 1450 circa – Milano, 14 giugno 1494) è stato un condottiero italiano.

## Biografia
Figlio di Guzzone e di Francesca Ottoni di Matelica, fu di temperamento indocile e indipendente. Studiò matematica e fece pratica di armi col capitano Bartolaccio di Monte dell'Olmo, poi a Milano presso Galeazzo Maria Sforza, dal quale venne messo al servizio di Carlo il Temerario.
Nel 1477 comandò la cosiddetta 'battaglia del porco' contro Ancona. L'anno seguente fu nominato condottiero della repubblica di Firenze, nella guerra di Lorenzo il Magnifico contro il papa.
Nel 1480-81 partecipò all'assedio di Otranto, dove si formò una compagnia di Morlacchi.
Tra il 1483 ed il 1484 capitanava milizie della Chiesa a Ferrara, nella guerra contro Venezia, quando ottenne il titolo di conte del Poggio. Andò quindi in aiuto dei Fermani contro gli Ascolani (1484-85). Fu poi eletto gonfaloniere ad Osimo, successore del padre, e si sposò con Francesca Leoni di Ancona.
Nel 1486 fu chiamato al servizio della lega formatasi tra il re di Napoli, Lorenzo de' Medici, Ludovico il Moro ed altri (congiura dei Baroni). Nello stesso anno Boccolino iniziò la presa di Osimo, dopo la strage in municipio del 2 aprile. Fortificò la città e ne scacciò i suoi oppositori, poi, temendo l'arrivo dei pontifici, entrò in trattative segrete con Bayezid II, sultano dei Turchi. L'anno seguente arrivarono molte truppe e, il 27 maggio, anche Gian Giacomo Trivulzio. Dopo alcuni episodi, Boccolino si arrese ed il 2 agosto lasciò la città per Firenze, dove restò un paio di anni, per porsi poi a servizio di Ludovico il Moro nell'impresa di Savona.
Il Moro aveva intenzione di impadronirsi a tutti gli effetti del ducato di Milano, che governava soltanto in qualità di reggente, ed è probabile che per questo motivo avesse insistito per avere Boccolino al proprio servizio, conoscendolo come uomo spregiudicato e pronto a tutto. Per ingraziarselo si era anche mostrato molto disposto ad aiutarlo a pagare i suoi innumerevoli debiti. I rapporti tra i due tuttavia si logorarono ben presto, poiché Ludovico prese sospetto del condottiero per via della sua vicinanza al duca di Calabria Alfonso d'Aragona, padre di Isabella d'Aragona, moglie del legittimo duca Gian Galeazzo, i quali non facevano mistero di volerlo morto.
Nel 1492 era infatti fortissima l'ostilità tra Ludovico e Isabella, ma specialmente tra Isabella e Beatrice d'Este, moglie del Moro, che si atteggiava a vera duchessa di Milano. Isabella, che mal sopportava l'oppressione del reggente, aveva dichiarato più volte di volere Ludovico morto, e il suo comportamento ostile lasciava sospettare che desiderasse altrettanto la morte della cugina Beatrice. A seguito del tentato avvelenamento, perpetrato da Isabella d'Aragona rea confessa, ai danni di Galeazzo Sanseverino, carissimo genero e capitano generale del Moro, e di una grave e improvvisa malattia di Beatrice, allora in stato di gravidanza, Ludovico dichiarò pubblicamente che tutti, ed egli per primo, avrebbero dovuto d'ora in avanti guardarsi dai veleni della duchessa. Già dall'inizio dell'anno, del resto, egli rifiutava di incontrare l'oratore napoletano, se non dietro nutritissima scorta armata, sostenendo che fosse mandato dal duca di Calabria per assassinarlo.
Nell'ambito delle manovre politiche volte a guadagnarsi gli appoggi necessari all'usurpazione, nel maggio 1493 Ludovico inviò la moglie Beatrice quale sua ambasciatrice segreta a Venezia, mentre egli si fermò a Ferrara, dove si abboccò col suocero Ercole d'Este. Dopo il rientro dei coniugi a Milano, Boccolino, che già godeva di pessima fama ed era reputato un criminale per via della sua natura violenta, fu fatto arrestare per ordine del Moro e per sette mesi duramente torturare.
Il 2 dicembre 1493 Ludovico comunicò all'ambasciatore estense Giacomo Trotti che Boccolino aveva confessato di aver congiurato con Isabella d'Aragona per togliergli lo Stato e il castello "per forma ch'el restasse una bestia", e che era intenzionata a fare contro lui e contro Beatrice e i suoi figli ogni sorta di male. La congiura doveva essere messa in atto proprio quando, nel maggio-giugno, Ludovico e la moglie erano entrambi assenti da Milano.
Nel giugno 1494 Boccalino fu infine impiccato in “la piazza de Milano” come traditore, "justamente, como havia meritato la sua scelerata vita". A riprova del suo temperamento fiero e orgoglioso, secondo la storiografia ufficiale Boccolino non accettò di essere impiccato per mano di un uomo d'infima condizione qual era il boia, e perciò trovandosi già con la corda al collo si gettò dalla scala da solo.

## Discendenza
Boccolino sposò Francesca, figlia del nobile Giacomo Leoni, e ne ebbe una sola figlia femmina. Ebbe anche un figlio bastardo, Francesco, che fu condottiero di Venezia.